# Pristidactylus fasciatus
Pristidactylus fasciatus — вид ігуаноподібних ящірок родини Leiosauridae. Ендемік Аргентини.

## Поширення і екологія
Pristidactylus fasciatus поширені від півдня провінції Сан-Хуан до сходу Ріо-Негро і Буенос-Айреса. Вони живуть в чагарникових заростях, що ростуть на піщаних і кам'янистих ґрунтах. Зустрічаються на висоті до 1750 м над рівнем моря.